# بنت هامر
بنت هامر (بالإنجليزية: Bent Hamer) (و. 1956 – م) هو مخرج سينمائي، وكاتب، ومنتج أفلام، وكاتب سيناريو، من النرويج، ولد في ساندفيورد.

## جوائز
حصل على جوائز منها:
- جائزة لجنة أماندا الشرفية ‏ (2013)
- Filmkritikerprisen  [لغات أخرى]‏، عن عمل: O' Horten [الإنجليزية]‏ (2008)
- Kanon prize for best screenplay ‏، عن عمل: O' Horten [الإنجليزية]‏ (2007)
- Filmkritikerprisen  [لغات أخرى]‏، عن عمل: قصص مطبخ (2004)
- Filmkritikerprisen  [لغات أخرى]‏، عن عمل: Eggs (film) [الإنجليزية]‏ (1996).

## وصلات خارجية
- بنت هامر على موقع IMDb (الإنجليزية)
- بنت هامر على موقع ألو سيني (الفرنسية)
- بنت هامر على موقع أول موفي (الإنجليزية)
- بنت هامر على موقع قاعدة بيانات الأفلام السويدية (السويدية)
- بنت هامر على موقع قاعدة بيانات الفيلم (الإنجليزية)
- بنت هامر على موقع كينوبويسك (الروسية)